# 瓦兹河畔阿涅尔
瓦兹河畔阿涅尔（法語：Asnières-sur-Oise，法語發音：[anjɛʁ syʁ waz] ⓘ）是法国法兰西岛大区瓦兹河谷省的一个市镇，位于该省东北部，属于萨塞勒区。

## 地理
瓦兹河畔阿涅尔（49°8'0"N, 2°21'22"E）面积14.07 平方千米，位于法国法蘭西島大區瓦兹河谷省，该省份为法国北部内陆省份，北起瓦兹省，西接厄尔省，南至塞纳-圣但尼省、上塞纳省和伊夫林省，东临塞纳-马恩省。
与瓦兹河畔阿涅尔接壤的市镇（或旧市镇、城区）包括：瓦兹河畔博朗、夸拉福雷、拉莫尔莱、瓦兹河畔布吕耶尔、吕扎什、瓦兹河畔努瓦西、圣马丹迪泰特尔、维亚尔姆。

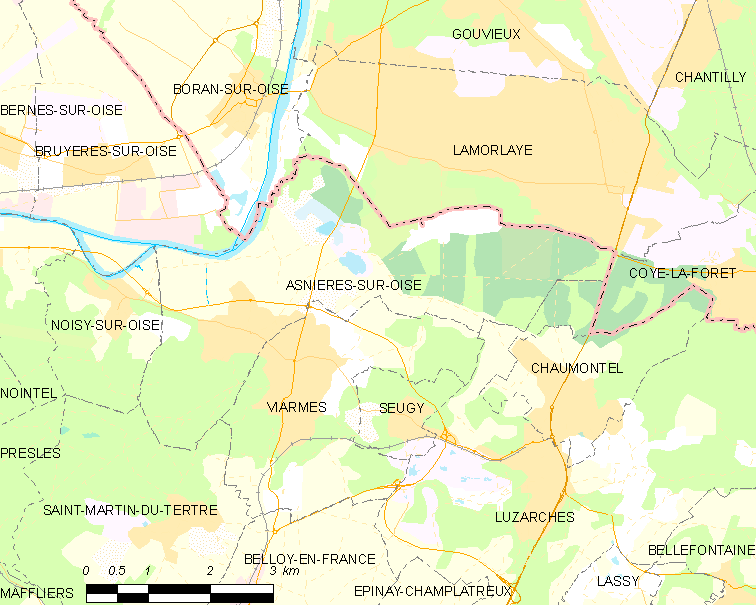
瓦兹河畔阿涅尔的OSM定位图

瓦兹河畔阿涅尔的时区为UTC+01:00、UTC+02:00（夏令时）。

## 行政
瓦兹河畔阿涅尔的邮政编码为95270，INSEE市镇编码为95026。

## 政治
瓦兹河畔阿涅尔所属的省级选区为利勒亚当县。

## 人口

1962-2008年间瓦兹河畔阿涅尔人口变化图示

瓦兹河畔阿涅尔于2022年1月1日时的人口数量为3128人。